# Marija Šestićová
Marija Šestićová (Марија Шестић; * 5. května 1987 Banja Luka) je zpěvačka z Bosny a Hercegoviny. Zpočátku se věnovala pop music, později se zaměřila na jazz a lidové písně sevdalinky. Je srbské národnosti.
Pochází z rodiny hudebníků, její otec Dušan Šestić je autorem státní hymny Bosny a Hercegoviny. Od šesti let vystupovala jako klavíristka a třikrát zvítězila na festivalu talentů v Zenici. Absolvovala hudební akademii v rodném městě. V roce 2000 zpívala na MTV Europe skladbu „Zgrabi svoju srecu“. V roce 2003 vydala debutové album.
Reprezentovala Bosnu a Hercegovinu na soutěži Eurovision Song Contest 2007 v Helsinkách s písní „Rijeka bez imena“. Obsadila 11. místo se 106 body.